# Distribuidor Santa Cecilia
El Distribuidor Santa Cecilia es una obra de infraestructura vial que forma parte de la autopista Francisco Fajardo, también conocida como Autopista del Este, la principal arteria de circulación vehicular de la ciudad de Caracas, Venezuela.
Fue ampliado en el año 2014 tras un trabajo de gran impacto desarrollado en el marco del plan de mejoramiento vial que ejecutó el Gobierno Nacional.
Con la demolición del antiguo distribuidor, construido en la década de los años 1950, se corrigieron varios aspectos de la autopista Francisco Fajardo como el constante congestionamiento vehicular y la limitada circulación hacia la avenida Francisco de Miranda, al norte.
Esta obra contó una inversión de BsF. 300 millones, como parte del proyecto integral de ampliación de la autopista Francisco Fajardo que en el lapso de seis meses permitió la construcción de nuevos canales de circulación y eliminación de la frecuente congestión vehicular.

## Antecedentes
La autopista Francisco Fajardo fue construida por el expresidente Marcos Pérez Jiménez en la década de los años 1950, como parte de un gran proyecto de infraestructura por todo el país. Cumpliendo con las necesidades de la época, tanto en el aspecto demográfico como de desarrollo del área metropolitana, la autopista y sus distribuidores resultaron ser una moderna solución para el tránsito terrestre.
Sin embargo, el crecimiento no planificado y acelerado de la capital, superó la capacidad de la autopista varias décadas después lo que se tradujo en congestionamiento vehicular, particularmente en horarios pico.
En el caso del Distribuidor Santa Cecilia se presentó el inconveniente de no contar con la altura adecuada de acuerdo a las normas actualizadas en Venezuela, y aunque no llegó a ser tan problemático como el puente del Distribuidor Los Ruices que solo tenía 3,65 metros de altura, se presentaron atascamientos de vehículos de carga pesada con alturas de 3,90 metros y con eso daños significativos a las vigas del puente.
También representaban un problema los estribos del puente del Distribuidor, ya que impedían ampliar la vía hacia el hombrillo, generando un efecto de embudo y gran retención de parque automotor.
Durante años se evaluaron posibles soluciones a implementar sin que ninguna viera resultado, hasta que en el año 2013 se anunció el inicio de un Plan Integral de Mejoramiento Vial para Caracas y otras ciudades del país, por parte del Gobierno Nacional.
Las obras de ampliación y mejoramiento de la autopista Francisco Fajardo fueron ejecutadas por parte del ministerio del Poder Popular para el Transporte Terrestre y Obras Públicas.

## Modificaciones importantes en la zona
Para poder construir el nuevo distribuidor, fue necesario modificar significativamente los alrededores, algo que impactó al Aeropuerto Francisco de Miranda y la escultura Esfera Caracas, del artista plástico Jesús Soto, ubicada adyacente al viejo distribuidor.
La cerca perimetral de la Base Aérea fue movida varios metros para ganar espacio, mientras que la "Esfera Caracas" tuvo que ser desmontada para desplazarla unos metros más hacia el oeste, donde se construyó una base idéntica a la anterior, además de realizar mejoras importantes de protección para luego reinstalar la escultura.

## Demolición del viejo distribuidor
Para poder realizar las obras de ampliación fue necesaria la demolición del viejo distribuidor de forma integral, tanto el puente como los estribos. Se coordinó con la Compañía Anónima Venezolana de Industrias Militares (Cavim) para hacerlo con explosivos.
El día 7 de septiembre de 2014 se desplegó un operativo de seguridad en la zona adyacente al distribuidor, donde están las urbanizaciones Santa Cecilia y La Carlota, así como edificaciones del aeropuerto Francisco de Miranda. Luego de garantizar la seguridad se ejecutó la demolición del puente y el retiró de los escombros.
Debido a la solidez de los materiales que se utilizaron en la construcción del viejo distribuidor, también se tuvo que trabajar con maquinaria pesada para retirar todos los fragmentos.

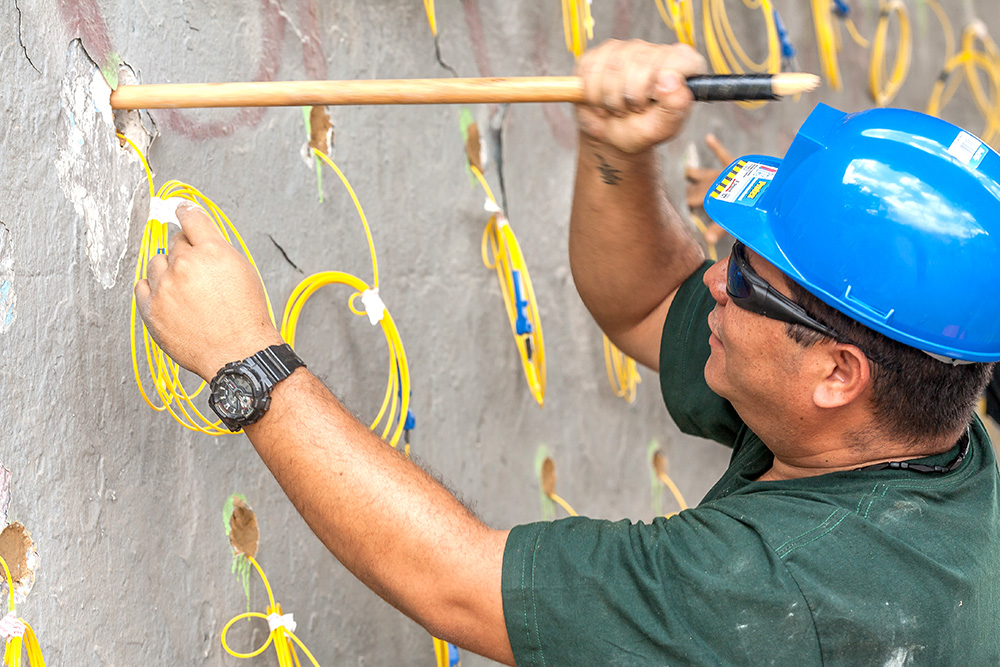
Preparativos
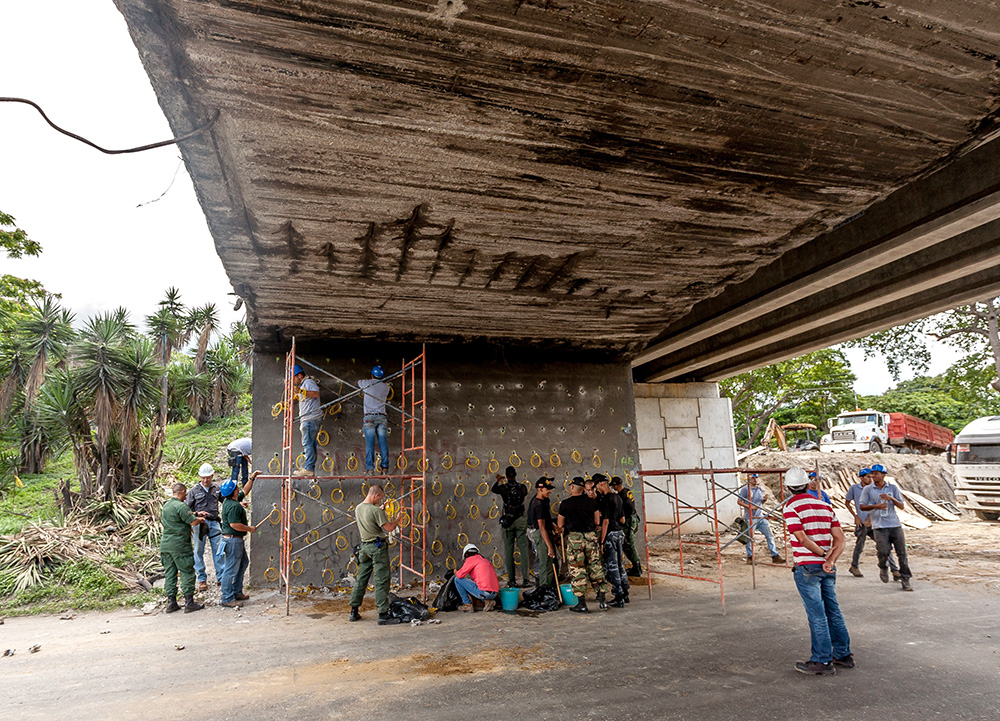
Preparativos
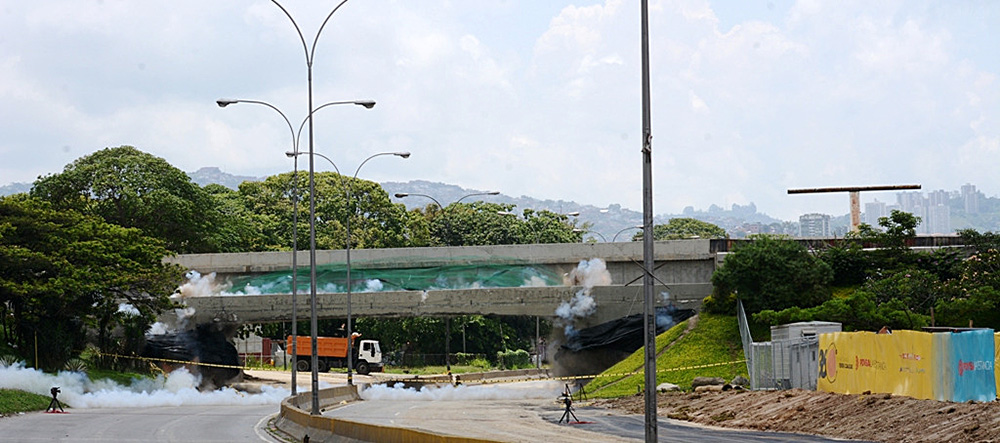
Puente Santa Cecilia
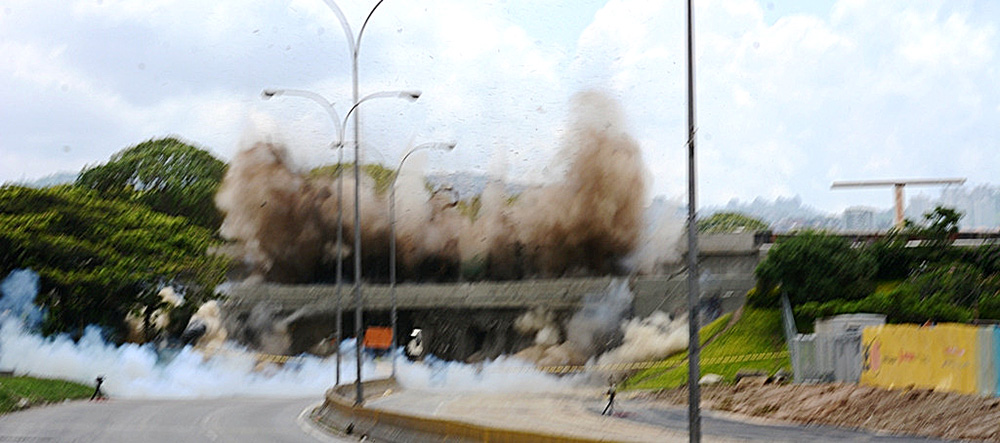
Voladura Puente Santa Cecilia
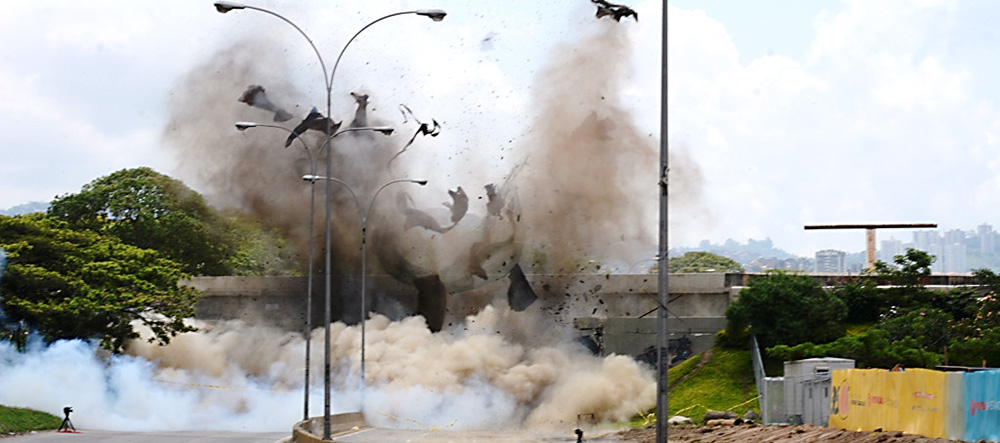
Voladura Puente Santa Cecilia
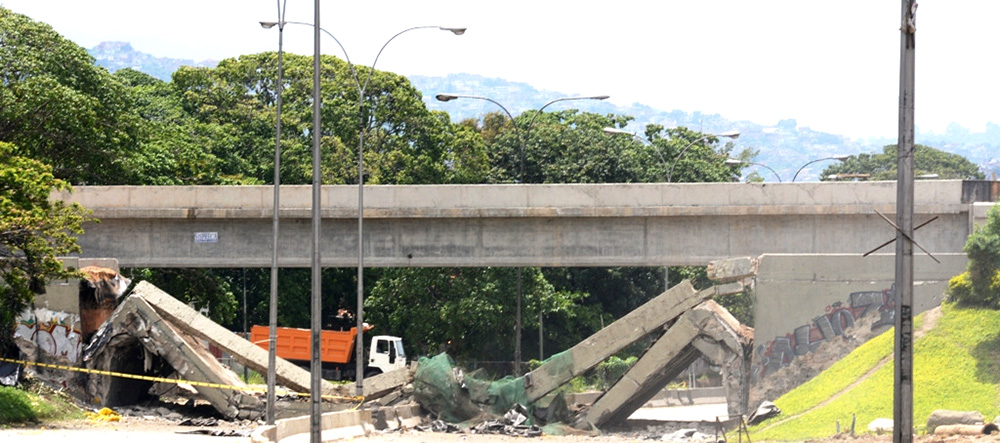
Voladura Puente Santa Cecilia
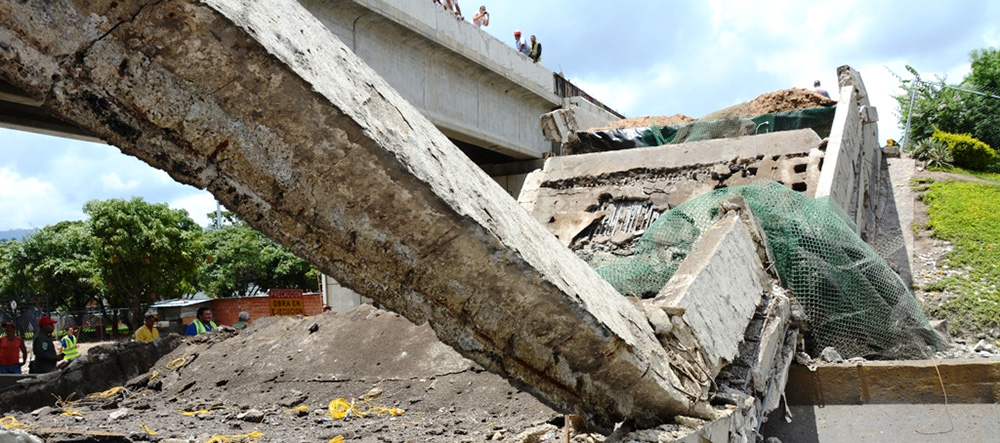
Voladura Puente Santa Cecilia

## Nuevo distribuidor y nuevo puente
El distribuidor mejora la circulación desde y hacia la autopista, al tener una longitud de 200 metros, con un puente de 40 metros con dos canales, uno por cada sentido y una altura de 5 metros, con dos rampas de ingreso y salida.
Luego de seis meses de trabajo, el distribuidor Santa Cecilia fue inaugurado parcialmente el 9 de septiembre de 2014, mientras continuaban las labores de ampliación de la autopista Francisco Fajardo. El impacto que se generó con esta obra permitió una mejora en el acceso desde la autopista hacia Santa Cecilia, La Carlota, avenida Francisco de Miranda y Los Dos Caminos, además de permitir el tránsito desde la avenida Francisco de Miranda hacia la autopista en dirección oeste y este. Quedó pendiente la señalización vial, sobre todo la de ceder el paso en los cruces (hay choques muy frecuentes entre vehículos); el paisajismo nunca arreglado en su lado norte; colocación de reductores de velocidad para quienes se incorporan en sentido norte-sur hacia la rampa; dar prioridad de paso y reparación del acceso desde Santa Cecilia hacia el distribuidor.

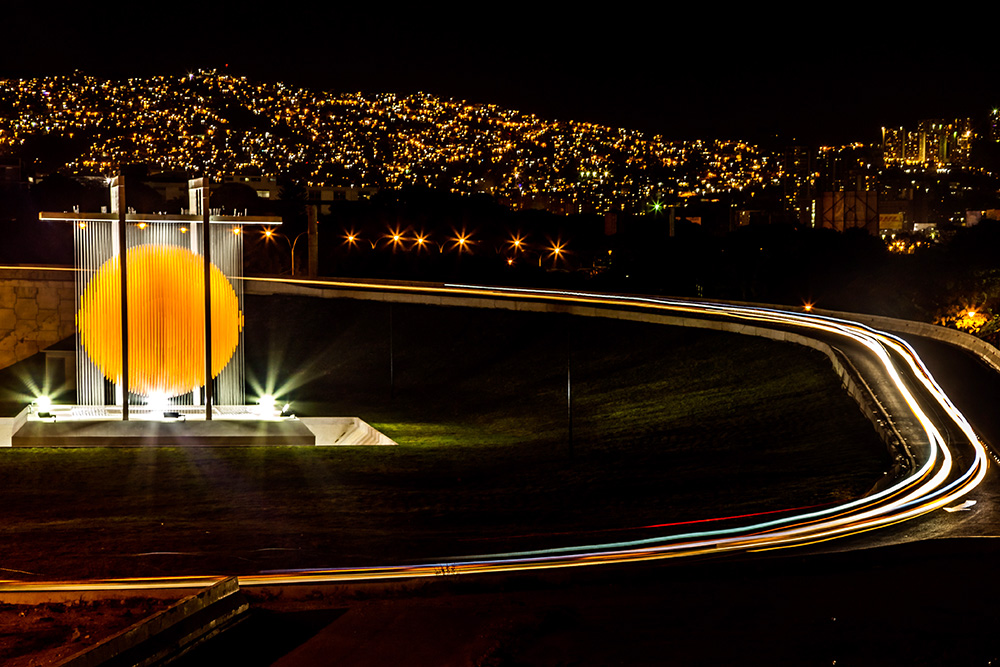
Nuevo Distribuidor Vista Nocturna
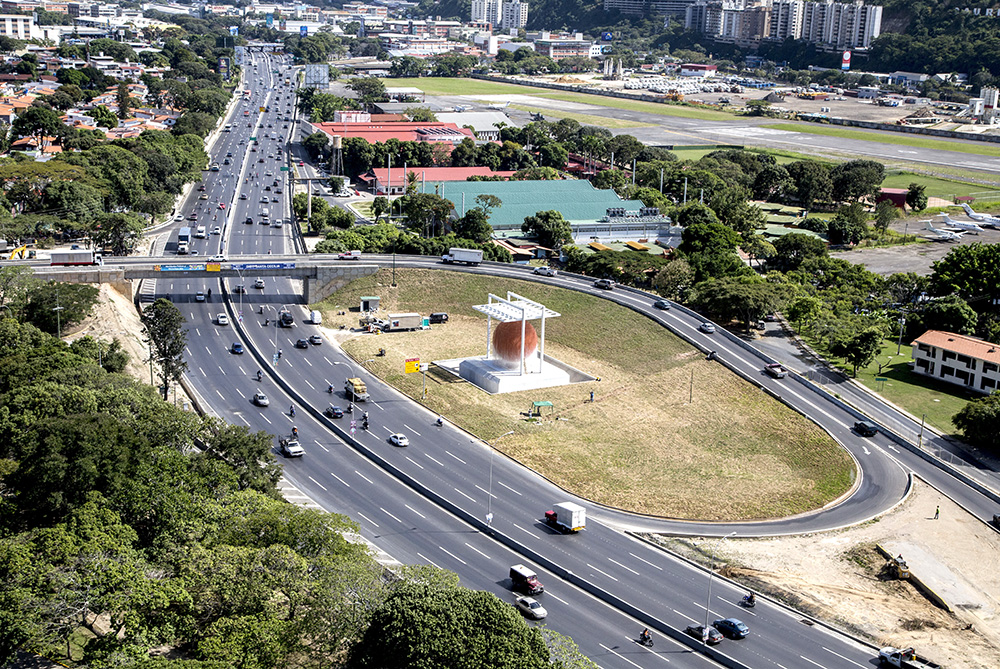
Nuevo Distribuidor Vista Aérea
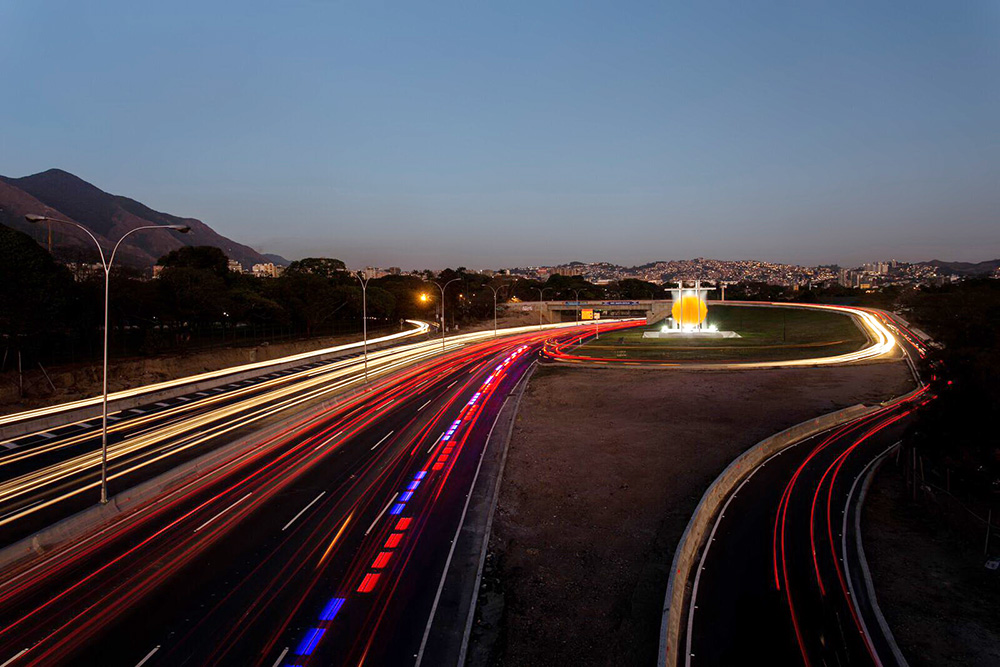
Nuevo Distribuidor Vista Nocturna
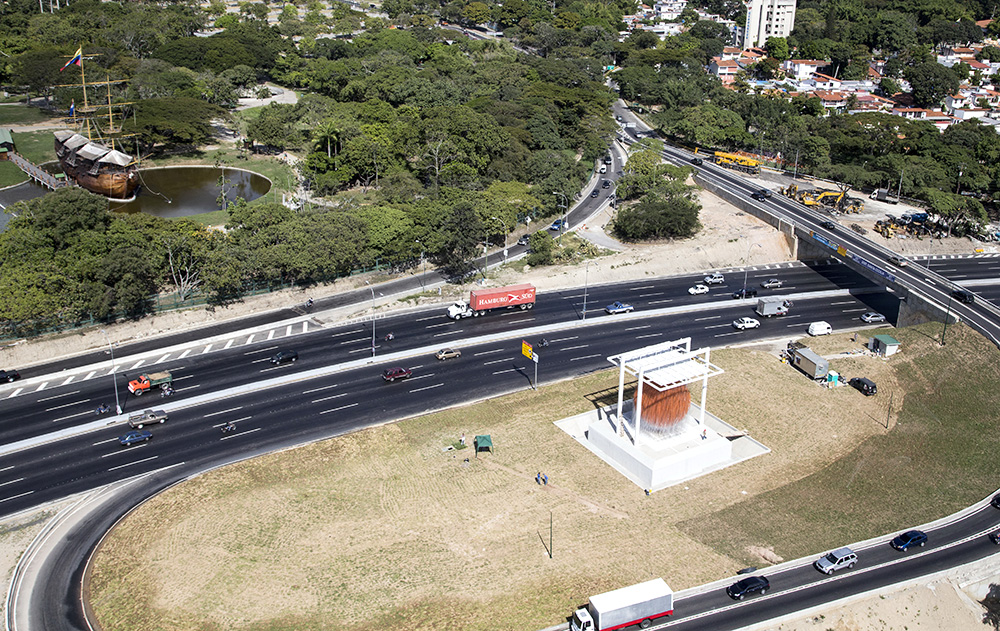
Nuevo Distribuidor

### Detalles técnicos
- Inversión: BsF. 300 millones
- Material: Concreto Armado y Acero
- Longitud: 200 metros
- Puentes: 1